# Constantinianum

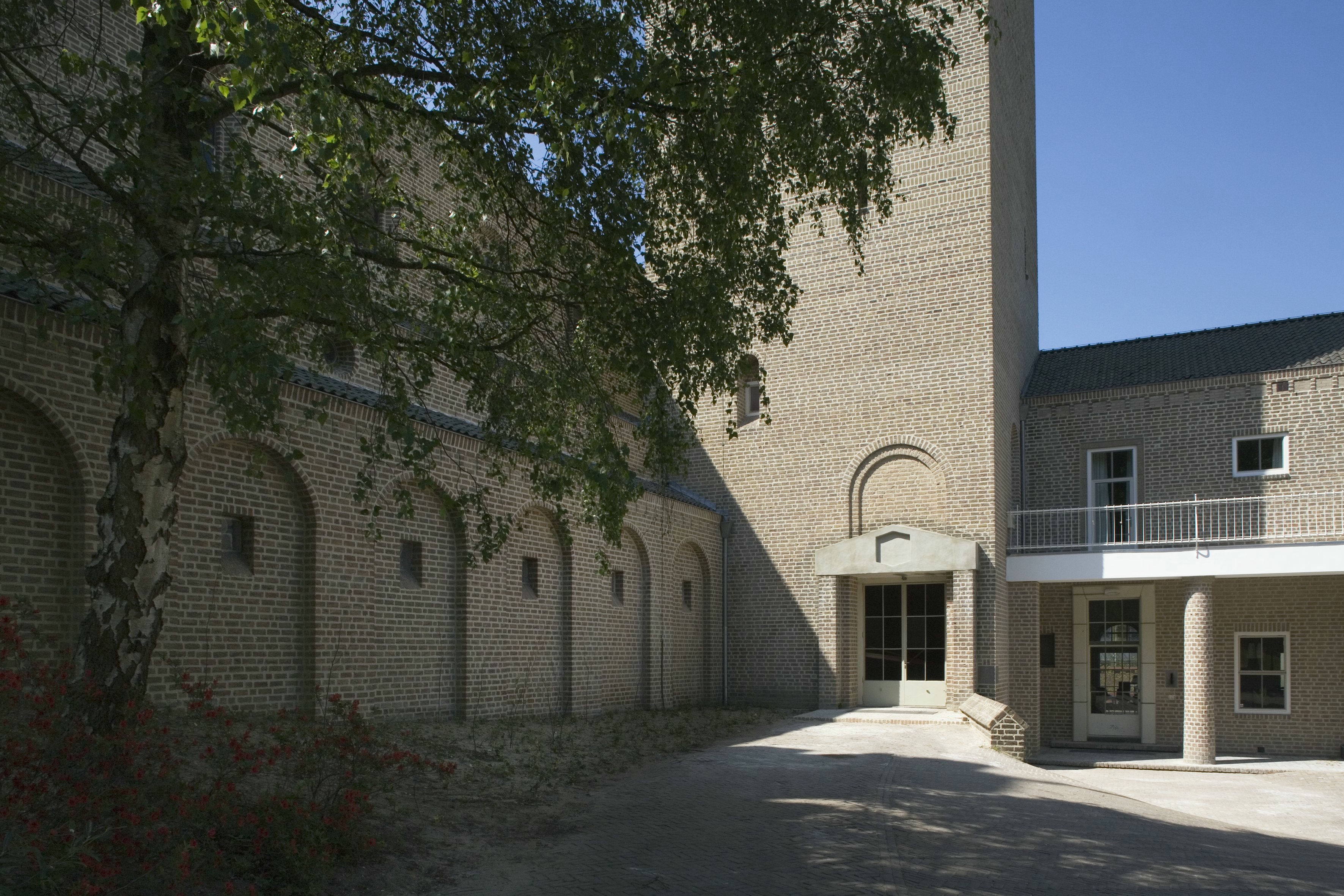
Voorplein voormalig klooster en kloosterkerk

Het Constantinianum is een gebouwencomplex met schoolgebouwen, een van de gebouwen was tot 1999 in gebruik als klooster van de Orde der Kruisheren Klooster Sint-Helena. Het is gelegen aan de Daam Fockemalaan 10 en 12 te Amersfoort en heeft de status van rijksmonument.
Het omvatte oorspronkelijk het klooster, kloosterkerk en schoolgebouw met gymnasium en HBS Constantinianum, dat in 1968, na fusie met de nabijgelegen meisjesschool van Onze Lieve Vrouwe ter Eem is opgegaan in het Eemlandcollege.

## Geschiedenis
Dit gebouwencomplex werd in 1952 gesticht, onder architectuur van Jos Schijvens. Uitbreidingen vonden plaats in 1953 (gymnasiumgedeelte) en 1957 (HBS). Het uitgebreide complex vertoont de kenmerken van de Bossche School en de basilicastijl. Het klooster is in carrévorm gebouwd, met aan de zuidzijde de kerk, welke in 1956 werd ingewijd.
Het complex bevat diverse kunstwerken: Wim Harzing vervaardigde het beeldhouwwerk "Sportgroep" en de gevelstenen die Sint-Helena en keizer Constantijn de Grote voorstellen. Dezelfde keizer werd vereeuwigd in een glas-in-loodraam van Victor van Mil.
Op 14 mei 1985 was er op het plein en naastgelegen grasveld een ontmoeting tussen paus Johannes Paulus II en Nederlandse jongeren tijdens het bezoek van de paus aan Nederland.
Het klooster werd in 1996 opgeheven en de laatste paters-kruisheren vertrokken in 1999. In 2000 werd het kloostergebouw verkocht aan een plaatselijke ROC, dat er Leerhotel Het Klooster in vestigde. Na grote financiële problemen werd het leerhotel overgedragen aan een MBO-instelling.
In 2007 werd het complex geplaatst op de Top 100 Wederopbouwarchitectuur, en in 2010 volgde de klassering als rijksmonument.
Voor de populaire tv-serie Rundfunk zijn de buitenshots gefilmd op het kloosterplein.